# Archive of Our Own
Archive of Our Own（アーカイブオブアワーオウン、AO3）は、ユーザーが投稿したファン・フィクションや、その他のファン作品のための非営利のオープンソースリポジトリ。このサイトは、2008年に変形的作品のためのNPOによって開設され、2009年にオープンベータ版となり、現在もベータ版のままである。2024年7月1日現在、Archive of Our Ownは、実在の人物に関するものも含め、6万6180を超えるファンダムの1320万作品をホストしている。このサイトは、主にファン・フィクションの読者や作者によって行われたキュレーション、構成、デザインにより、概ね好評を得ている。

## 受賞歴
2019年にヒューゴー賞の関連書籍部門を受賞した。